# Episcopia Ortodoxă Română a Oradiei

Stema Episcopiei Oradiei şi Bihorului, adoptată în perioada interbelică

Stema veche

Episcopia Oradiei este o episcopie în cadrul Bisericii Ortodoxe Române, cu sediul episcopal în municipiul Oradea. A fost înființată în 1921, ca episcopie sufragană a Mitropoliei Ardealului. Din 2007 episcop al Episcopiei Oradiei și Bihorului este Sofronie Drincec. Catedrala episcopală este Biserica cu Lună.

## Istoria
Credincioșii ortodocși din Bihor și Sǎlaj au aparținut jurisdicțional de episcopii sârbi din Banat și Arad pânǎ în secolul al XV-lea, inclusiv. În secolele XVI-XVII au aparținut, periodic, de mitropoliții Ardealului, de la Alba-Iulia sau de episcopii de la Vad.
Unii istorici considerǎ cǎ episcopia catolicǎ de la Biharia de regele maghiar Ștefan (997-1083), mutatǎ ulterior la Oradea, de cǎtre regele Ladislau I (1077-1095), ar fi fost înființatǎ "în locul unei episcopii ortodoxe, din cadrul formațiunii politice conduse de Menumorut".

## Episcopi
- Roman Ciorogariu: 13/26 martie 1921 - 21 ianuarie 1936 (decedat).[3].
- Nicolae Popoviciu: 1936-1950 (destituit de cǎtre autoritǎțile comuniste).
- Valerian Zaharia: 1951-1969, pensionat forțat de cǎtre autoritǎțile comuniste [4]
- Vasile Coman (13 decembrie 1970 - 10 iulie 1992)
- Ioan Mihălțan (24 septembrie 1992 - 1 ianuarie 2007)
- Sofronie Drincec (din 13 februarie 2007)

## Legǎturi externe
- Episcopia Oradiei
- Mitropolia Ardealului Arhivat în 24 ianuarie 2009, la Wayback Machine.